# 1935 no Brasil
Esta é uma cronologia dos fatos acontecimentos de ano 1935 no Brasil.

## Incumbentes
- Presidente do Brasil - Getúlio Vargas (3 de novembro de 1930 - 29 de outubro de 1945)

## Eventos
- 2 de fevereiro: É assinado o Acordo Comercial Brasil-Estados Unidos em Washington.[1][2]
- 4 de abril: A Lei de Segurança Nacional é sancionada pelo presidente Getúlio Vargas.[3]
- 22 de julho: Presidente Getúlio Vargas cria o programa de rádio, Hora do Brasil, transmitido obrigatoriamente para todo o país.
- 23 a 27 de novembro: Ocorre a Intentona Comunista em Natal, Pernambuco e Rio de Janeiro.
- 25 de novembro: O Estado de sítio em todo o país é aprovado pelo Congresso Nacional do Brasil, no Rio de Janeiro.[4][5]

## Nascimentos
- 11 de janeiro: Goiá, radialista (m. 1981).
- 13 de janeiro: Renato Aragão, comediante.
- 16 de janeiro: Older Cazarré, ator e dublador (m. 1992).
- 19 de janeiro: Maria Alice Vergueiro, atriz. (m. 2020).
- 16 de março: Juca de Oliveira, ator.
- 5 de julho: Ibsen Pinheiro, político. (m. 2020)
- 5 de outubro: Tarcísio Meira, ator (m. 2021)
- 27 de outubro: Mauricio de Sousa , cartunista, escritor e empresário.
- 13 de dezembro: Adélia Prado, poetisa, escritora, filósofa e professora.

## Mortes
- 28 de fevereiro: Chiquinha Gonzaga, cantora e compositora (n.1847).
- 6 de novembro: Eurico Lara, futebolista (n.1897).